# Услар Пьетри, Артуро
Артуро Услар Пьетри (исп. Arturo Uslar Pietri; 16 мая 1906, Каракас — 26 февраля 2001, там же) — венесуэльский интеллектуал, историк, литературовед, социолог, писатель, телевизионный продюсер и политик. 

## Биография
Артуро Услар Пьетри родился 16 мая 1906 года в Каракасе, столице Венесуэлы, в семье генерала Артуро Услара Сантамарии и Элены Пьетри де Услар.
Его фамилия имела немецкое происхождение и восходила к Иоганну фон Услару, сражавшемуся за повстанцев во время Войны за независимость Венесуэлы. Свою юность Артуро Услар провёл, живя в различных городах в сравнительно урбанизированных центральных северных долинах страны. В 1924 году он вернулся в Каракас, чтобы изучать полититологию в Центральном университете Венесуэлы, где в 1929 году получил степень доктора политических наук. В том же году он получил диплом юриста.
Услар вёл активную общественную жизнь, оказав сильное влияние на венесуэльскую политику, историческую науку и литературу, занимавшись также педагогической деятельностью. Период его активности охватывал последние годы венесуэльского каудильизма, период перехода к демократии и большую часть демократической эры 1958—1999 годов.
Услар занимал такие должности, как секретарь венесуэльской делегации в Лиге Наций, делегат в Международной организации труда, министр образования (1939—1941), секретарь президентства (1941—1943, 1943—1945), министр финансов (1942), министр внутренних дел (1945), посол в США, профессор латиноамериканской литературы в Колумбийском университете (1947—1950), профессор политической экономии в Центральном университете Венесуэлы (с 1950), сенатор Национального конгресса от Федерального округа (1958—1962, 1964—1968, 1969—1973), главный редактор главной газеты «Насьональ» («El Nacional», 1969—1974), лидер партии Национально-демократический фронт (1964—1973), постоянный представитель Венесуэлы при ЮНЕСКО (1975—1979). Он также был соавтором Конституционного акта Нового демократического правительства (1958), кандидатом в президенты и членом Королевской испанской академии.
Услар Пьетри всю жизнь работал в венесуэльских СМИ в качестве деятеля культуры. Он написал имевшие значительное влияние эссе и романы, из которых самым известным, вероятно, является «Алые копья» (исп. Las lanzas coloradas), рассказывающее о жизни во время венесуэльской войны за независимость с различных социальных точек зрения.
Среди других его произведений — ещё один исторический роман «Путь в Эльдорадо» (1948); романы цикла «Лабиринт фортуны» из жизни Венесуэлы XX века: «Портрет в географии» (1962) и «Время масок» (1964); роман «Заупокойная служба» (1976); сборник поэзии «Маноа» (1972), несколько сборников рассказов, в том числе «Мошки, деревья и люди» (1973); книга пьес «Театр» (1958), пьеса «Чуо Хиль и кумушки» (1960); литературоведческие и социально-экономические исследования «Обзор венесуэльской экономики» (1945), «Литература и деятели Венесуэлы» (1948), «Венесуэльская земля» (1953), «Краткая история испано-американского романа» (1954), «Другая Америка» (1974). В своих работах Услар отстаивал смешение рас как ценную черту латиноамериканской культуры. 
Услар Пьетри умер 26 февраля 2001 года в Каракасе. Он объявил о завершении своей творческой карьеры в 1998 году, а в 1993 году в последний раз занимал видное место в политических дебатах.

## Признание
- Действительный член Венесуэльской академии языка, Академии политических и социальных наук, Национальной академии истории и Королевской испанской академии.
- Литературная деятельность Услара была отмечена в 1990 году премией принца Астурийского[6]. Он также не раз выдвигался на Нобелевскую премию по литературе[4].